# Региони Мађарске
Поред жупанија, у Мађарској постоји и званична подела на регионе. Мађарска је подељена на седам региона и то по географској основи. Свака од ових регија је на неки начин различита по културној и демографској историји.
Ових седам региона су створени 1999. године, по законском акту 1999/XCII, који је заменио претходни из 1996. године 1996/XXI. Ове регионалне дивизије, очекује се, ће заменити садашњих двадесет административних јединица у деветнест и главни град. Садашњи региони ће бити груписани у ове нове административне јединице.

## Списак региона:
| Име региона             | Центар регије | Површина (km²) | Поп.      | Густина (/km²) |
| ----------------------- | ------------- | -------------- | --------- | -------------- |
| Северна мађарска        | Мишколц       | 13.428         | 1.289.000 | 96             |
| Велика северна равница  | Дебрецин      | 17.749         | 1.554.000 | 88             |
| Велика јужна равница    | Сегедин       | 18.339         | 1.367.000 | 75             |
| Централна мађарска      | Будимпешта    | 6919           | 2.825.000 | 408            |
| Централна прекодунавска | Секешфехервар | 11.237         | 1.114.000 | 99             |
| Западна прекодунавска   | Ђер           | 11.209         | 1.004.000 | 90             |
| Јужна прекодунавска     | Печуј         | 14.169         | 989.000   | 70             |

- Северна Мађарска којој припадају жупаније Боршод-Абауј-Земплен, Хевеш и Ноград.
- Северна велика равница којој припадају жупаније Хајду-Бихар, Јас-Нађкун-Солнок и Саболч-Сатмар-Берег.
- Јужна велика равница којој припадају жупаније Бач-Кишкун, Бекеш и Чонград.
- Централна Мађарска којој припадају жупаније Пешта и главни град Будимпешта.[3]
- Централна прекодунавска којој припадају жупаније Комаром-Естергом, Фејер and Веспрем.
- Западна прекодунавска којој припадају жупаније Ђер-Мошон-Шопрон, Ваш и Зала.
- Јужна прекодунавска којој припадају жупаније Барања, Шомођ и Толна.

## Европски региони
Мађарска припада следећим европским регионима:
- Карпатска еврорегија: Боршод-Абауј-Земплен, Саболч-Сатмар-Берег, Хајду-Бихар, Јас-Нађкун-Солнок, Хевеш[4]
- Западно панонска еврорегија: Ђер-Мошон-Шопрон, Ваш, Зала
- Дунав-Драва-Сава: Барања
- Дунав-Кереш-Муреш-Тиса (DKMT): Бач-Кишкун, Бекеш, Чонград, Јас-Нађкун-Солнок
- Иштер-Гранум еврорегија: Комаром-Естергом, Ноград

(Жупаније само оквирно покривају регије, тако да су могућа преклапања.)

## Подела
Географски и политички Мађарска је подељена на: 
- Региони,
- Жупаније (мађ. megye),
- Котари (мађ. kistérség),
- Општине (мађ. község),
- Градови (мађ. város),
- Села,
- Телепи (мађ. település).